# One Nashville Place
Le One Nashville Place est un gratte-ciel de bureaux de 109 mètres de hauteur construit à Nashville dans le Tennessee de 1983 à 1985.
L'immeuble a été conçu dans un style post-moderne avec notamment un plan octogonal et un toit mansardé
Le bâtiment est surnommé R2D2 en référence à la saga Star Wars.
L'immeuble a été conçu par l'agence Morris Architects